# Paul Jambers
Paul Jean-Marie Jambers (Antwerpen, 15 augustus 1945) is een Belgisch voormalig journalist en televisieprogrammamaker. Hij maakte vooral naam in Vlaanderen en Nederland met zijn reportagereeks Jambers op de commerciële Vlaamse zender VTM en het Nederlandse Veronica.

## Levensloop
Jambers studeerde voor regisseur aan de RITS hogeschool. Jambers' eerste bekendheid begon als journalist voor het BRT-programma Panorama. Hij had toen reeds de reputatie vaak sensationele thema's in beeld te brengen. Zo werd in 1986 zijn aflevering over de Milletjassenrage met 2,1 miljoen kijkers een van de best bekeken afleveringen in de geschiedenis van het programma.
In 1989 maakte hij de overstap naar de commerciële zender VTM waar hij de naar hem genoemde televisieserie Jambers maakte. De reeks werd een kijkcijfersucces, maar viel ook aan veel kritiek ten prooi. Nadat dit programma ook in Nederland op RTL werd uitgezonden, is hij ook daar bekend.
Hij was eigenaar van het productiehuis De Televisiefabriek, dat hij oprichtte in 1989 en in 2004 verkocht aan Eyeworks. Daarnaast was hij ook jurylid in verschillende programma's zoals De Keuze van de kijker en zijn laatste programma Supertalent in Vlaanderen op VT4.
In 2012 ging Jambers terug naar mensen die hij in de jaren '90 had opgezocht. Het televisieprogramma werd uitgezonden onder de naam Jambers: 20 Jaar Later. In werkelijkheid ging hij 10 à 20 jaar terug in tijd en Jambers bezocht sommige personen ook in de jaren tussendoor om de kijker een goed overzicht te geven. Dit programma werd in België uitgezonden na 2012 en werd in 2016 op RTL 7 uitgezonden in Nederland.
Samen met een aantal andere televisiecollega's is Jambers een van de stichtende leden van de Vlaamse Televisie Academie. Van deze Academie ontving Jambers in 2017 de Carrièreprijs van de Vlaamse Televisie Sterren.

## Kritiek
Zijn programma Jambers heeft vaak kritiek gekregen dat het te veel op sensatiezucht dreef en bepaalde excentrieke mensen opvoerde als freaks of gekken. Het was echter net om dezelfde reden dat het zoveel kijkers trok in die jaren. Ook zijn focus op het leed of de eigenaardigheden van deze personen werd vaak bekritiseerd.

## Parodie
De bizarre mensen die hij in zijn programma opvoerde in contrast met Jambers' zeer droge en serieuze commentaarstem maakten zijn show een geliefd doelwit voor parodieën. Ook zijn karikaturale ruige uiterlijk (ongeschoren baardje, leren jas) was onweerstaanbaar materiaal voor imitatoren.
- De meest bekende persiflage op Paul Jambers ontstond in het programma De Drie Wijzen in de vroege jaren 90. Chris Van den Durpel vormde Jambers toen om tot een vast typetje: Paul Schampers. Schampers verscheen ook in Van den Durpels latere programma's zoals Typisch Chris en Chris & Co. Ook wanneer andere komieken een Jambers-parodie wilden neerzetten werd Van den Durpel ingeschakeld, zoals in Buiten De Zone.
- Ook Bart De Pauw en Tom Lenaerts imiteerden Jambers eens toen die te gast was in Schalkse Ruiters en Mannen op de Rand van een Zenuwinzinking.
- In de Suske en Wiske-albums De stervende ster en Het kostbare kader duikt een sensatiebeluste journalist op, "Pol Ampers" genaamd. Hij lijkt echter fysiek niet op Jambers.
- In het eerste stripalbum van De Geverniste Vernepelingskes door Urbanus en Jan Bosschaert bezoekt Jambers Bosschaert, nadat Urbanus de man heeft uitgenodigd om een reportage rond Bosschaert te maken. Jambers heeft echter meer interesse voor schrijver Herman Brusselmans die op dat moment naakt voor Bosschaerts schildersezel poseert.
- Hij was ook af en toe als virtuele karikatuur te zien in Café de Wereld.
- In de Kabouter Wesley-aflevering Gênante momenten komt een journalist voor met een Jambers-achtige stem die op zoek is naar gênante momenten.
- De Nederlandse cabaretier Jochem Myjer imiteert Jambers ook regelmatig, onder andere in zijn voorstellingen Adéhadé en De rust zelve.
- In het Nederlandse radioprogramma Somertijd leest stemartiest Dingetje iedere vrijdag de files voor als verschillende typetjes. Een van die typetjes is Sjors Jambers, die de broer van Paul voor moet stellen en met een soortgelijke, droge stem praat.

## Trivia
- Begin jaren 90 won Jambers in de Humo's Pop Poll uitslagen in de categorie, "Wie moet zich eens dringend scheren?". De commentaar van het blad bij Jambers' triomf: "We hebben lang moeten nadenken voor een vraag waarbij we wisten: "Hier gaat Jambers zeker winnen." Zeg nu nog eens dat we u geen medaille gunnen, hé Paul?" Jambers mocht zijn medaille tijdens de avond dan ook afhalen op voorwaarde dat hij geschoren zou zijn.
- Jambers is getrouwd met de voormalige VTM-omroepster Pascale Naessens.
- Jambers' bijnaam is "Pieken Paultje", een naam die Humo's tv-criticus Rudy Vandendaele (Dwarskijker) hem ooit eens gaf, alluderend op de hoog piekende kijkcijfers die Jambers' programma's vaak haalden.
- Jambers heeft een gedeelde plaats met Mark Uytterhoeven als winnaar van zowel het Gouden Oog als de Vlaamse Televisie Ster.

- International Standard Name Identifier: 0000 0001 0303 7907
- Library of Congress Control Number: n2010066272
- Nederlandse Thesaurus van Auteursnamen: 07235853X
- Système universitaire de documentation: 166593842
- Virtual International Authority File: 153850932
- WorldCat: E39PBJkdfQQtqb4JQbhBXJvmBP